# Sandra Mitchell
Sandra Mitchell (* 1951) ist Professorin für Wissenschaftstheorie und Wissenschaftsgeschichte an der University of Pittsburgh. Ihre Interessengebiete sind die Philosophie der Biologie sowie die Philosophie der Sozialwissenschaften. Bekannt sind unter anderem ihre Arbeiten zu methodischen Problemen bei der Erforschung komplexer Systeme, insbesondere in der Biologie.

## Leben
Mitchell erwarb 1973 ihren Bachelor-Abschluss in Philosophie am Pitzer College in Kalifornien. 1975 folgte ein Master an der London School of Economics, 1987 schließlich der Doktorgrad an der University of Pittsburgh.
Mitchell forschte sowohl an der Ohio State University (1985–1989) als auch an der University of California at San Diego (1993–1999), bevor sie 2000 eine Professur an der University of Pittsburgh übernahm. Forschungsaufenthalte führten sie während der 1990er Jahre an das Zentrum für interdisziplinäre Forschung an der Universität Bielefeld und das Wissenschaftskolleg zu Berlin.

## Der integrative Pluralismus
Als ihre Einflüsse nennt Mitchell Rudolf Carnap, Karl Popper, Imre Lakatos und Thomas Samuel Kuhn. Ihre wissenschaftstheoretische Position bezeichnet sie als „integrativen Pluralismus“. Zur wissenschaftlichen Beschreibung komplexer Systeme hält sie einen Pluralismus verschiedener Erklärungsebenen und Modelle für unerlässlich, wobei die Auswahl der jeweils geeignetsten Ebene von pragmatischen Gesichtspunkten geleitet sein sollte. Mitchell betont die unaufhörliche Weiterentwicklung wissenschaftlicher Erkenntnisse. Sie fordert, Entscheidungen und Methoden an aktuelle Erfordernisse und neue Einsichten anzupassen und die derzeit besten Erklärungen auf verschiedenen Ebenen fortlaufend auf ihre Verträglichkeit hin zu überprüfen.

## Werke
- Biological Complexity and Integrative Pluralism, Cambridge University Press, 2003. ISBN 9780521817530
- Komplexitäten. Warum wir erst anfangen, die Welt zu verstehen., Suhrkamp, 2008. ISBN 978-3-518-26001-2